# フェラーラ派

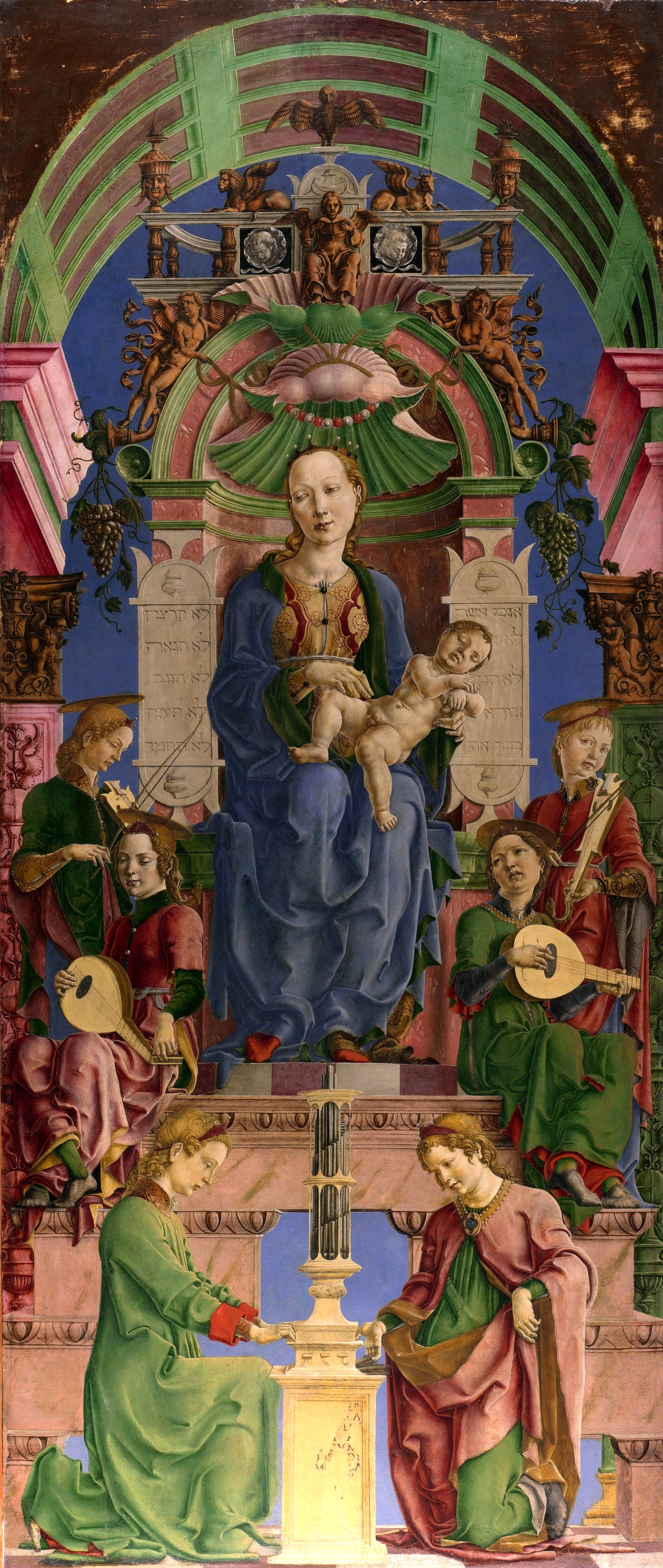
コズメ・トゥーラ作

フェラーラ派（イタリア語：Scuola ferrarese, 英語：School of Ferrara）は、ルネサンス期、フェラーラ公国（現イタリア、フェラーラ）で全盛を極めた画家たちの集団。

## 歴史
フェラーラを統治するエステ家は芸術家のパトロンとして知られていた。1471年にエルコレ1世・デステがフェラーラ公になって以来、パトロン活動は代々継承され続けた。しかし、1597年にアルフォンソ2世・デステ（エルコレ1世の曾孫）が死に、エステ家の直系が絶えたことで、それは終わった。1598年にはフェラーラは教皇領として没収され、マントヴァのゴンザーガ家と並び称されるエステ家のコレクションのほとんどが散らばってしまった、

## 作風
フェラーラ派の絵画スタイルは、マントヴァ派、ヴェネツィア派、ロンバルディア派、ボローニャ派、フィレンツェ派から受けた影響を混合させたものだった。特に、ボローニャ派とは密接な繋がりを持っていた。
また、15世紀後半のフェラーラは、イタリアのエングレービング（版画技法の一種）の中心地でもあった。作者不詳のマンテーニャ・タロッキ（タロット）の2つのセット（EセットとSセット）が作られたのもフェラーラではなかったかと言われている。

## 画家たち

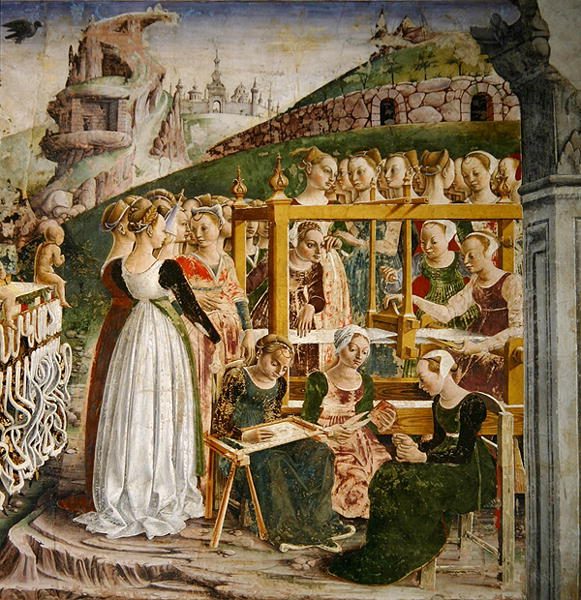
フランチェスコ・デル・コッサ『ミネルヴァの勝利』（1467年 - 1470年）

カミッロ・ラデルチの1856年の美術家伝記の「フェラーラ派」の項目には、以下の画家たちの名前がある。

### 14世紀およびそれ以前
- Gelasio di Nicoló
- Galasso Galassi
- Cristoforo
- Antonio Alberti

### 15世紀
- コズメ・トゥーラ
- フランチェスコ・デル・コッサ
- Bono
- Stefano da Ferrara
- Baldassare Estense
- Antonio Aleotti d'Argenta
- Ercole Grandi
- Ludovico Mazzolino
- Michele Cortellini
- エルコレ・デ・ロベルティ
- ロレンツォ・コスタ
- Francesco da Cotignola と Bernardino Zaganelli da Cotignola
- Benedetto Coda
- ボッカチオ・ボッカチーノ（Boccaccio Boccaccino）
- ドメニコ・パネッティ（Domenico Panetti）
- Ortolano Ferrarese（Giovanni Battista Benvenuti）

### 16世紀
- Nicolo Pisano
- ドッソ・ドッシ
- バッティスタ・ドッシ
- ジローラモ・ダ・カルピ
- ガロファロ

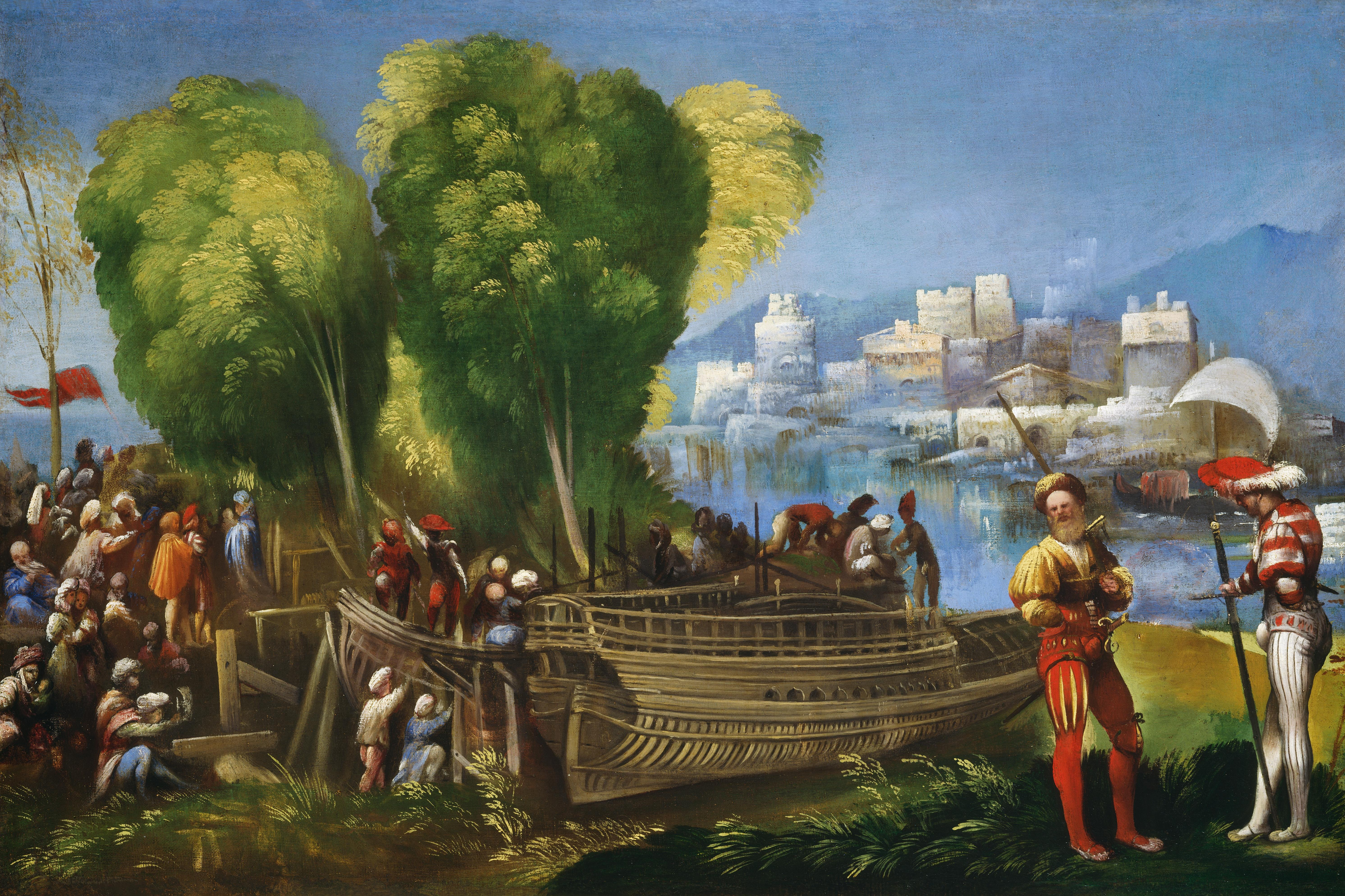
ドッソ・ドッシ『アルゴナウタイの出発』（1510年頃）

- ロドヴィーコ・マッツォリーニ（Ludovico Mazzolino）
- Sigismondo Scarsella
- Scarsellino（Ippolito Scarsella）
- Francesco Costanzo Cattaneo
- Giovanni Francesco Surchi
- Camillo Ricci
- Domenico Mona
- セバスティアーノ・フィリッピ (イル・バスティアニーノ)
- Gaspare Venturini
- Giovanni Andrea Ghirardoni
- Giovanni Paolo Grazzini
- Jacopo Bambini
- Giulio Cromer

### 17〜18世紀

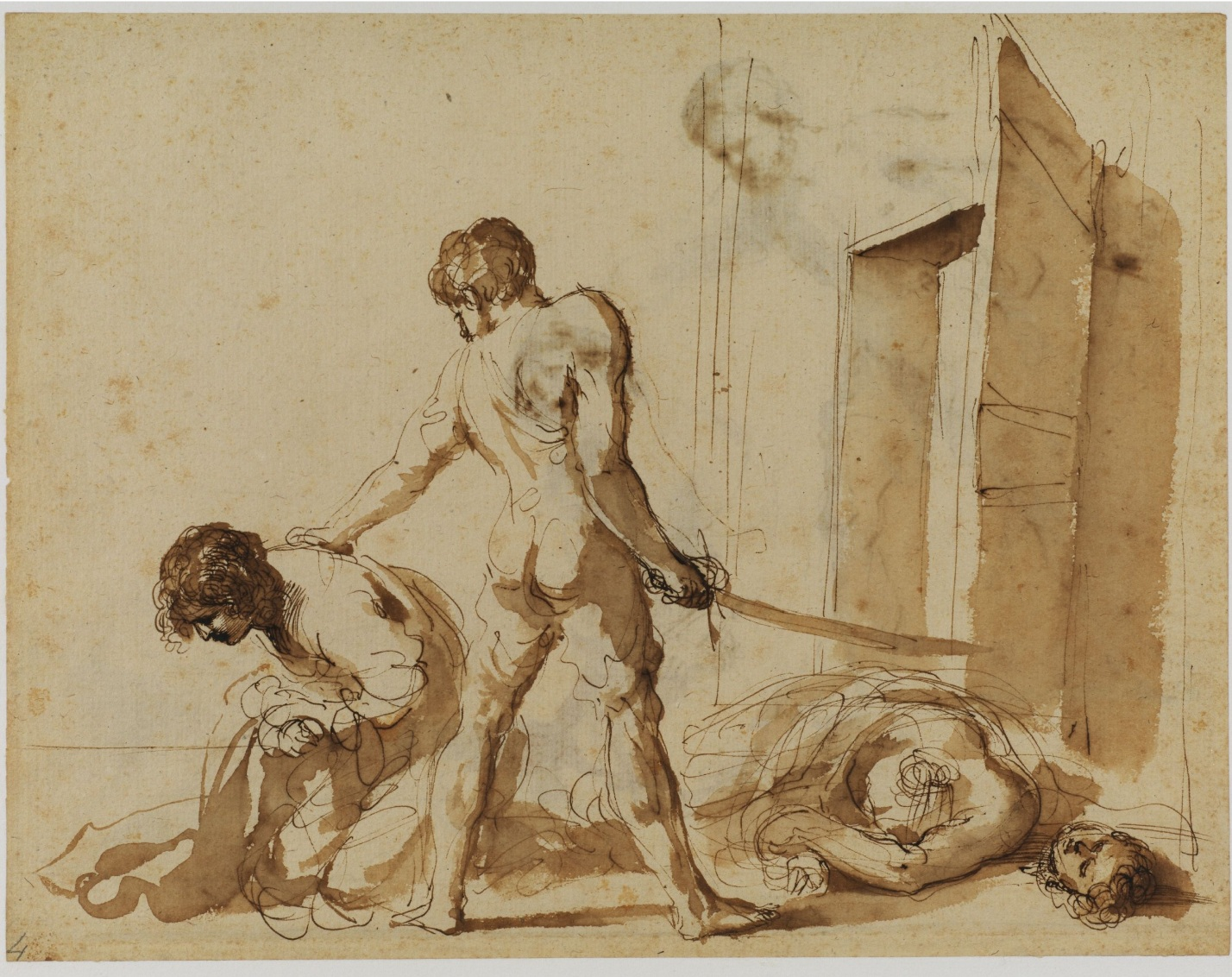
グエルチーノ『聖ヨハネと聖パウロの受難』（1630年 - 1632年）

- Carlo Bononi（ボローニャやマントヴァでも活躍）
- Alfonso Rivarola
- Giovanni Battista della Torre
- Camillo Berlinghieri
- Ippolito Caselli
- Francesco Naselli
- Ercole Sarti
- グエルチーノ
- Paolo Antonio Barbieri
- Benedetto Genari the elder
- Cesare Genari
- Giuseppe Caletti
- Ludovico Lana
- Francesco Costanzo Cattaneo
- Giuseppe Bonati
- Giuseppe Avanzi
- Orazio and Cesare Mornasi
- Francesco and Antonio Ferrari
- Francesco Scala
- Maurelio Scanavini
- Giacomo Parolini
- Giuseppe Zola
- Giovanni Francesco Braccioli
- Antonio Contri
- Giuseppe Ghedini
- Giovanni Monti
- Alberto Muchiatti
- Giuseppe Santi
- Giovanni Masi